# أوبزن (مدينة)
أوبزن (بالإنجليزية: Opuzen)‏ هي مدينة صغيرة في مقاطعة دوبروفنيك-نيريتفا في كرواتيا. وتقع البلدة على بعد 12 كيلومترا (7.5 ميل) أعلى
من مصب نهر نيريتفا في جنوب دالماتيا. وتشتهر هذه البلدة باعتبارها مركزا رئيسيا لإنتاج اليوسفي في كرواتيا.
يبلغ عدد سكانها 3.254 نسمة وذلك حسب إحصائيات سنة 2011. تبلغ مساحتها 24.04 كم².

## أعلام
- ستيبان فيليبوفيتش

## روابط خارجية
- http://www.opuzen.hr/
- http://www.culturenet.hr/default.aspx?id=23247&pregled=1&datum=15.12.2008%2013:47:08